# 雪彥山
雪彥山（日语：／ Seppiko san）是一座位於日本兵庫縣姬路市的山，與彌彥山（新潟縣）、英彥山（福岡縣和大分縣）並稱三彥山。屬於日本百景、兵庫縣森林百選、兵庫50山、近畿100名山。 雪彥山與北方的峰山一起組成了雪彥峰山縣立自然公園。
雪彥山共有三座峰，分別為“洞岳”（884m）、“鉾立山”（950m）、“三辻山”（915m）。其中“洞岳”由“大天井岳”、“不行岳”、“三峰岳”、“地藏岳”等小山峰構成，有時人們也將其中最高的“大天井岳”（標高884m）稱為雪彥山。古時也與周圍的明神山、七種山合稱雪彥山。

## 外部連結
- 雪彦山首頁 （页面存档备份，存于）
- 雪彥山的天氣 （页面存档备份，存于）
- 青少年野營場（雪彦山野營場） （页面存档备份，存于）